# Депортиво Пасто
«Депорти́во Па́сто» — колумбийский футбольный клуб из города Пасто (департамент Нариньо).

## История
Клуб основан в 1919 году, домашние матчи проводит на стадионе «Департаменталь Либертад». «Депортиво Пасто» является чемпионом Колумбии 2006 года (Апертура). В победном турнире команда на первом этапе заняла восьмое место, опередив «Депортес Киндио» и «Америку Кали» лишь по дополнительным показателям. Во втором групповом этапе «Депортиво Пасто» первенствовал в своей группе и в финале сыграл с победителем другого квартета, «Депортиво Кали». В первой финальной игре «Депортиво Пасто» в гостях обыграл калийскую команду 1:0, а дома сыграл вничью 1:1.
Всего в высшем дивизионе чемпионата Колумбии клуб провёл 35 сезонов.
Принимал участие в розыгрышах Кубка Либертадорес 2007 и Южноамериканского кубка 2003 и 2013 годов.

## Достижения
- Чемпион Колумбии (1): Ап. 2006
- Вице-чемпион Колумбии (1): Фин. 2002
- Чемпион Второго дивизиона Колумбии (2): 1998, 2011